# Teda (sprog)
Teda er et sprog, der tales af 75.000 i landene Tchad, Niger og Libyen.
| Sprog | Spire Denne artikel om sprog er en spire som bør udbygges. Du er velkommen til at hjælpe Wikipedia ved at udvide den. |